# Edie McClurg
Edie McClurg (Kansas City, 23 de julio de 1945) es una actriz estadounidense, conocida por su papel como Bonnie Brindel en la exitosa sitcom La pequeña maravilla y como la secretaria del director Rooney en Ferris Bueller's Day Off, de John Hughes.

## Biografía
McClurg comenzó su carrera cuando niña: A los cinco años era parte del Kansas City Rhythm Kids, la cual se alejó cuando el profesor de danza fue detenido por relacionarse con el líder del grupo, era menor de edad.
Formada por la Syracuse University, enseñó técnicas de locución en radio por ocho años en la University of Missouri, en Kansas City, ocasión en que entrevistó John Ehrlichman sobre Watergate, dando así su contribuición para la eliminación pacífica del presidente Richard Nixon.
Con vocación humorística, presentó personajes en el programa The David Letterman Show, en 1980. En setiembre de 1985 hasta 1989 trabajo en La pequeña maravilla. En el cine inició su carrera participando del film de terror Carrie, en 1976, también en Ferris Bueller's Day Off 1986, en que protagonizó escenas improvisadas.

## Carrera
El debut en pantalla de McClurg fue como Helen Shyres en la película de terror de Brian De Palma de 1976, Carrie, protagonizada por Sissy Spacek. Ella era una comedia regular en el programa de variedades Tony Orlando y Dawn (1976–1977) y luego miembro del elenco de The Kallikaks y The Richard Pryor Show.
En 1980, McClurg actuó regularmente en The David Letterman Show, como la Sra. Marv Mendenhall. McClurg apareció en Elvira, Amante de la oscuridad como Chastity Pariah.
Habiendo sido miembro de la comedia de improvisación de San Francisco The Pitcshel Players, se mudó a Los Ángeles y se unió a la compañía Groundlings. 
Ella trabajó con su compañero jugador de Groundling Paul Reubens en su primera obra The Pee-wee Herman Show, en la que apareció en 1981 como "Hermit Hattie". McClurg ha aparecido en casi 90 películas y 55 episodios de televisión, generalmente encasillados como un Midwesterner de mediana edad, algo terco y poco inteligente. 
McClurg es conocido por varios papeles, incluyendo a Mrs. Burns en A River Runs Through It, Grace en Ferris Bueller's Day Off, Lucille Tarlek en WKRP en Cincinnati, Lynn en She's Have a Baby, Willamae Jones en el remake de televisión. de la PTA de Harper Valley, la Sra. Patty Poole en The Hogan Family (originalmente "Valerie"), Bonnie Brindle en Small Wonder, Marge Sweetwater en Back to School, la agente de alquiler de automóviles en Aviones, Trenes y Automóviles, la Sra. Violet Bleakman en Clifford el gran perro rojo y la señora Beeker en el séptimo cielo.
Ella invitó a la madre de Barri en un episodio de Campus Ladies. Interpretó a una de las hermanastras malvadas en la producción de Faerie Tale Theatre "Cinderella". McClurg apareció en varios programas de juegos, incluidos Match Game, The $ 25,000 Pyramid, Password Plus y Super Password.
McClurg contribuyó con voces variadas para Los supersónicos,Fran en Higglytown  Heroes Life with Louie, A Bug's Life, Justin y los Caballeros del Valor, Cars y Cars 2. Ella interpretó a Carlotta en La sirenita, Mary en Wreck-It Ralph, Molly en Home on the Range, Miss Right en The Secret of NIMH, el videojuego Dragon in the Nightmare Ned, Barsa en el Servicio de entrega de Kiki , Mrs. Claus en Holidaze: La Navidad que casi no sucedió, Grandma Taters en Las aventuras de Jimmy Neutron: Boy Genius, Violet Stimpleton en Rocket Power, la madre de Bea en Fish Hooks, Winnie Pig en Tiny Toon Adventures: How I Spent My Vacation, Tía Ruth en Bobby's World y Trudi Traveler en un episodio de Wander Over Yonder . McClurg interpretó a una enfermera apodada "Ángel de la muerte" en un episodio de The Golden Girls. También apareció en un episodio de Hannah Montana como Cindy Merriweather. Continuando con su pasión por interpretar comedia improvisada, McClurg es una jugadora con Spolin Players. El 9 de abril de 2007, apareció en Thank God You're Here. En 2011, apareció en un episodio de la comedia de situación CBS Reglas de compromiso.
Ha colaborado y es amiga de  Maria Canals Barrera